# Mohamed Kamal
Pour le joueur de futsal marocain, voir Mohamed Kamal (futsal).
Mohamed Kamal (en arabe : محمد كمال), né le 24 octobre 1995 à Rabat (Maroc) est un footballeur marocain évoluant dans le club du Moghreb de Tétouan. Il joue au poste de milieu de terrain.

## Biographie
Formé au FAR de Rabat, il termine sa première saison en se classant huitième meilleur buteur avec huit buts. Le 8 avril 2017, il se met en évidence en étant l'auteur d'un doublé sur la pelouse de la Renaissance sportive de Berkane, permettant à son équipe de l'emporter 0-2. Son club termine la saison à la quatrième place de la Botola Pro. En 2019, il signe un contrat au Wydad de Casablanca.
N'arrivant pas à s'imposer au Wydad Athletic Club, Mohamed Kamal est alors prêté à la Renaissance Zemamra. Le 2 février 2020, il s'illustre en marquant deux buts lors d'un déplacement à Béni Mellal, permettant à son équipe d'arracher le match nul (2-2). 
Le 15 novembre 2020, il quitte définitivement le Wydad, et signe un contrat de deux ans en faveur du Moghreb Athlétic de Tétouan, en échange d'une somme de 74 000 euros.

## Palmarès
Wydad Athletic Club
- Botola Pro :
  - Vice-champion : 2019-20.